# 3Steps

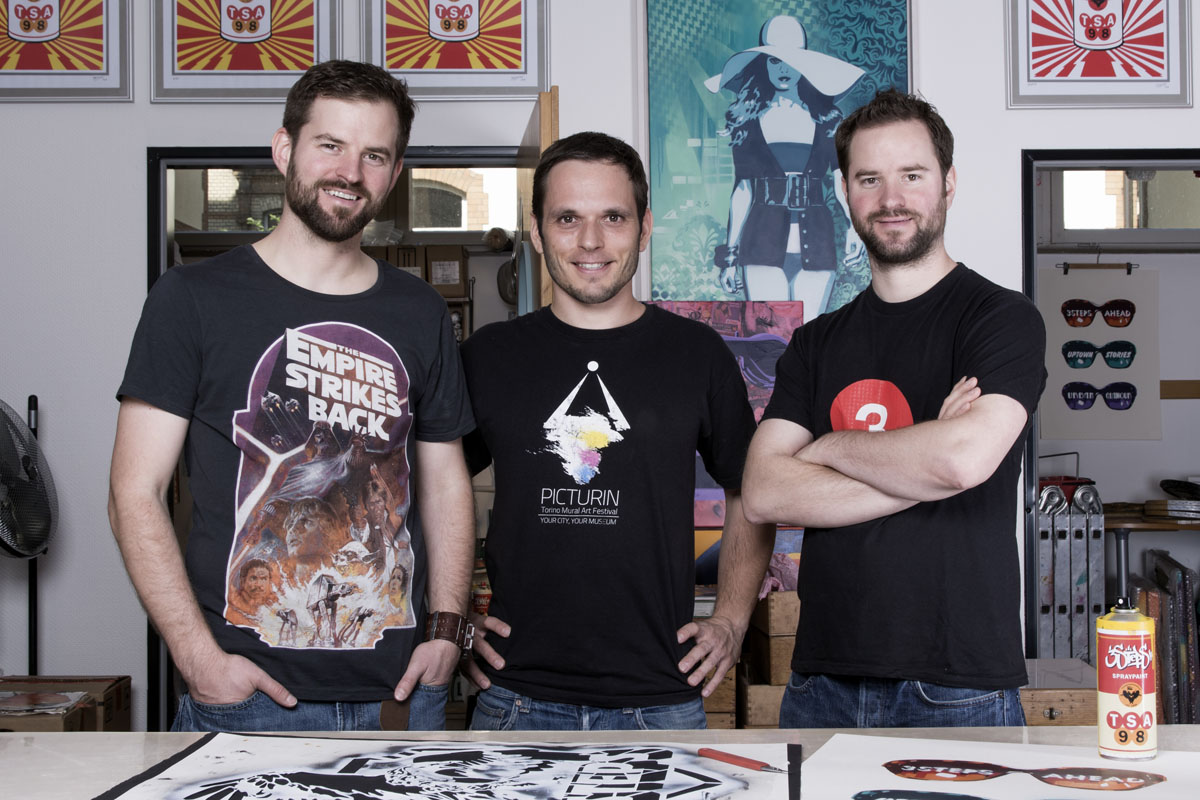
3Steps (Kai H. Krieger, Joachim Pitt und Uwe H. Krieger) in ihrem Gießener Atelier (2014)

3Steps [θriː stɛps] ist ein Künstlerkollektiv der Zwillinge Kai Harald und Uwe Harald Krieger (* 15. März 1980 in Gießen) sowie von Joachim Pitt (* 8. Dezember 1980 in Gießen).
Die Arbeiten von 3Steps sind in großen Teilen der Mural Art und Street Art zuzuordnen. Ihre Werke bestechen durch knallige Farben und die zeitgenössische Reflexion einer modernen Gesellschaft.

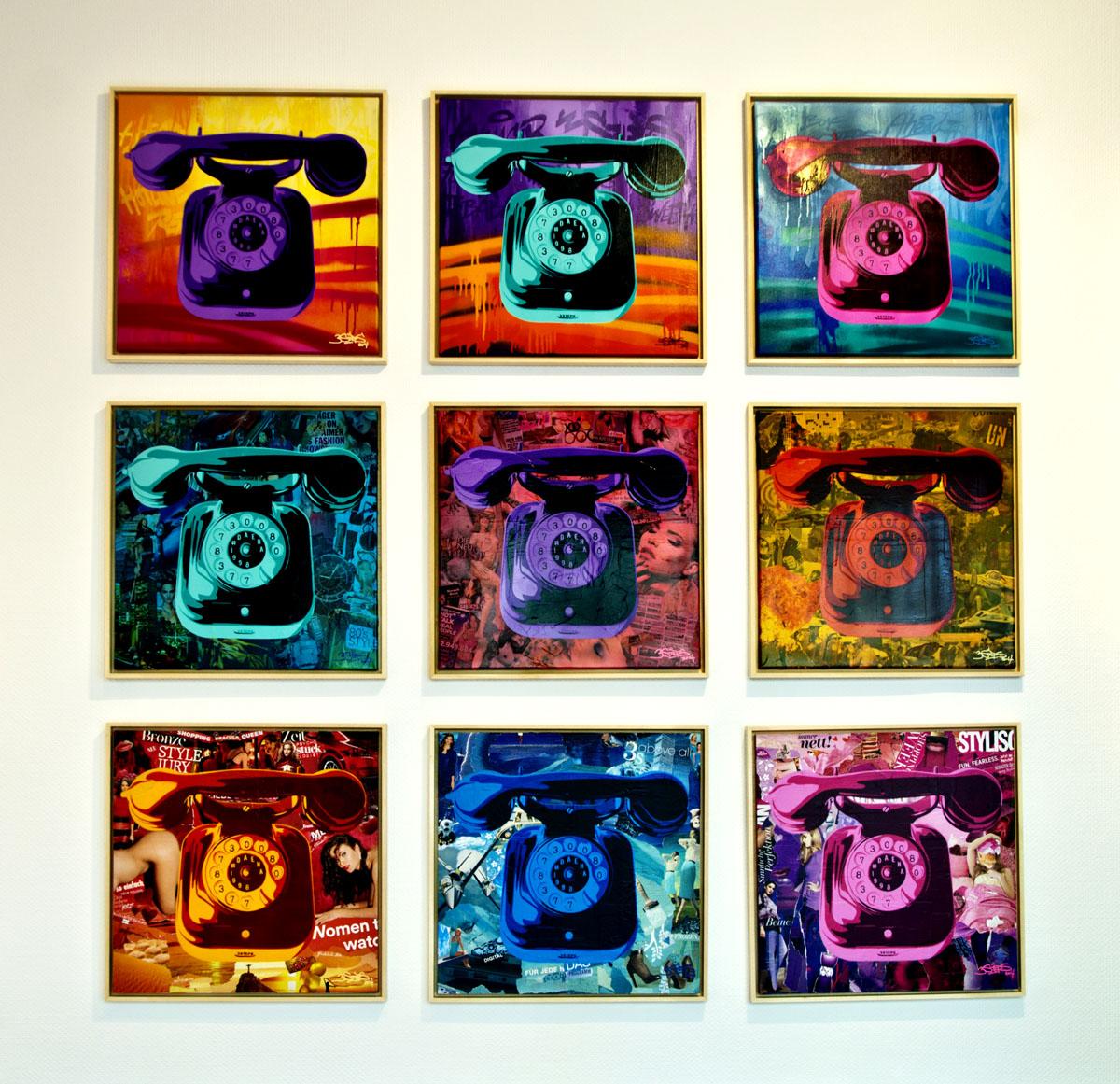
3Steps Telephone Gemälde, 2014.

Im November 2014 wurde 3Steps von der Bundesregierung mit dem Preis und dem Titel Kultur- und Kreativpilot Deutschland ausgezeichnet. Das 3Steps-Kollektiv lebt und arbeitet in Gießen (Hessen).

## Leben

### Entwicklung des Kollektives
3Steps wurde im Oktober 1998 in Gießen (Hessen) von Kai H. Krieger, Uwe H. Krieger und Joachim Pitt als Graffiti und Street Art Kollektiv gegründet. In den Jahren 2005 bis 2010 erfolgten Teilnahmen an internationalen Street Art und Kunstfestivals in Europa und den USA. 2006 organisierte und kuratierte 3Steps in Wetzlar das Graffiti-Festival Big Jam und das Mural Art Festival Optical Confusion mit internationalen Größen der jungen Kunst-Szene. Nach Beendigung des akademischen Studienweges gründeten die Mitglieder von 3Steps 2012 ein Atelier und Kreativstudio in Gießen. Dies war die Neuausrichtung ihres Schaffens in der bildenden Kunst. Im selben Jahr folgte die Etablierung des Kulturprojektes River Tales.
Am 5. November 2014 wurde 3Steps von der Bundesregierung in Berlin für seine künstlerischen Visionen und sein unternehmerisches Handeln in der Kreativbranche mit dem Preis und Titel Kultur- und Kreativpilot Deutschland ausgezeichnet.

### Kurz-Vita der Künstler
Die drei Gründer des Kollektives wurden 1980 in Gießen geboren und besuchten seit 1994 gemeinsam die Liebigschule Gießen.
Kai H. Krieger alias SiveOne entdeckte 1997 seine Leidenschaft für Graffiti Art und Street Art. Er studierte von 2000 bis 2006 Wirtschaftswissenschaften und Politikwissenschaften an der Justus-Liebig-Universität Gießen. Von 2006 bis 2012 absolvierte er an jener Universität ebenfalls sein Doktorandenstudium und promovierte als Dr. rer. pol. zum Thema Guerilla-Marketing im Jahr 2012 an der EBS Universität für Wirtschaft und Recht. Für seine Dissertation erhielt er den Nachwuchspreis des BVM 2012. Seit 2012 arbeitet er als freischaffender Künstler, ist Gründer einer Kreativagentur und Kurator des Kulturprojektes River Tales.
Uwe H. Krieger alias Doc Nova entdeckte 1997 sein Interesse für Graffiti Art und Street Art. Mitte der 2000er Jahre etablierte er eine Agentur für Graffiti Kunst und Mural Art. Er studierte in den Jahren 2001 bis 2008 Humanmedizin an der Justus-Liebig-Universität Gießen und in Zürich. Von 2008 bis 2011 promovierte er zum Doktor der Humanmedizin Dr. med. im Jahr 2012 an der Justus-Liebig-Universität Gießen. Uwe H. Krieger ist freischaffender Künstler, Arzt, Mit-Gründer einer Kreativagentur und Co-Kurator des Kulturprojektes River Tales.
Joachim Pitt alias Mr. Flash kam 1998 über Breakdance und die Hip-Hop-Subkultur zur Graffiti Art und Street Art. Von 2001 bis 2009 studierte er Informatik an der Technischen Universität Darmstadt. Im Zeitraum von 2008 bis 2009 war er wissenschaftlicher Mitarbeiter am Institut für Informationsverwaltung und Interaktive Systeme am Fraunhofer-Institut für Graphische Datenverarbeitung (IGD) an der TU Darmstadt. Seit 2012 arbeitet er als freischaffender Künstler, ist Informatiker sowie Kurator des Kulturprojektes River Tales.
Die Künstler des Kollektivs sind Mitglieder im BBK Bundesverband Bildender Künstlerinnen und Künstler via den Regionalverband BBK Frankfurt des BBK Hessen.

## Werk

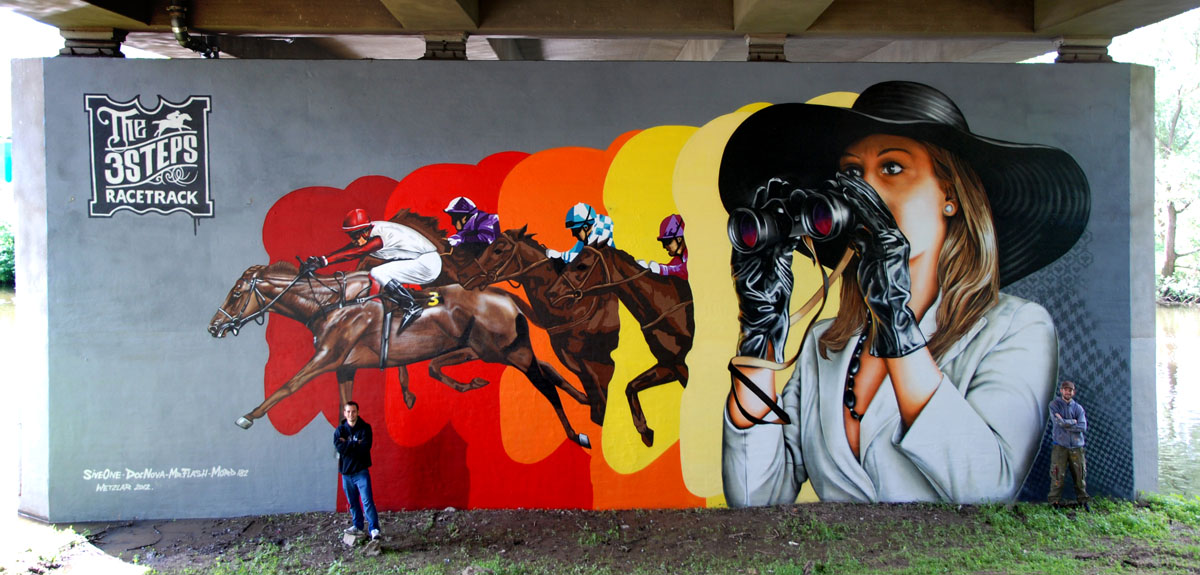
Großformatige Mural „Racetrack“ von 3Steps in Wetzlar, 2012

### Frühe Arbeiten
Im Laufe der 2000er entwickelte sich der Stil von 3Steps vom klassischen New York Style-Writing rasch zu großformatigen Wandgemälden, sogenannten Murals. Seither hinterließen 3Steps Arbeiten auf dem gesamten Globus, von Gießen und Wetzlar aus über München und Berlin bis nach London, Mailand, Venedig, L. A. und New York.

### Arbeiten ab 2010
Der heutige Stil von 3Steps beinhaltet Einflüsse von Street Art sowie des Style-Writing, des Fotorealismus, der Druckgrafik und der Pop Art.
Die jungen Arbeiten von 3Steps sind zeitgenössische Reflexionen der heutigen Welt, die durch wechselnde Umwelten aus Realität, Fiktion, Werbung, Medien und Wunschwelten geprägt ist. Zentraler Gegenstand der Werke von 3Steps sind Motive, die dem Betrachter eine besondere Geschichte erzählen. Gestalterisch greifen 3Steps dazu Charaktere, Momente und Szenen des Alltäglichen als bedeutende Elemente auf. Inhaltlich setzt sich das Kollektiv mit der Kontroverse von realen Parallelwelten auseinander.
Das Portfolio von 3Steps umfasst Arbeiten von großformatiger Mural Art über Street Art, Gemälden auf Holz und Leinwand, Fotografien und Drucke bis hin zu Installationen. 3Steps bedienen sich vielfältigen Techniken der kreativen urbanen Ausdrucksformen: Wandmalerei mit Wandfarbe und Spraydosen, Schablonen-Technik (Stencil), Installationen oder dem Kleistern von Plakaten (Paste-up).

### Historische Persönlichkeiten

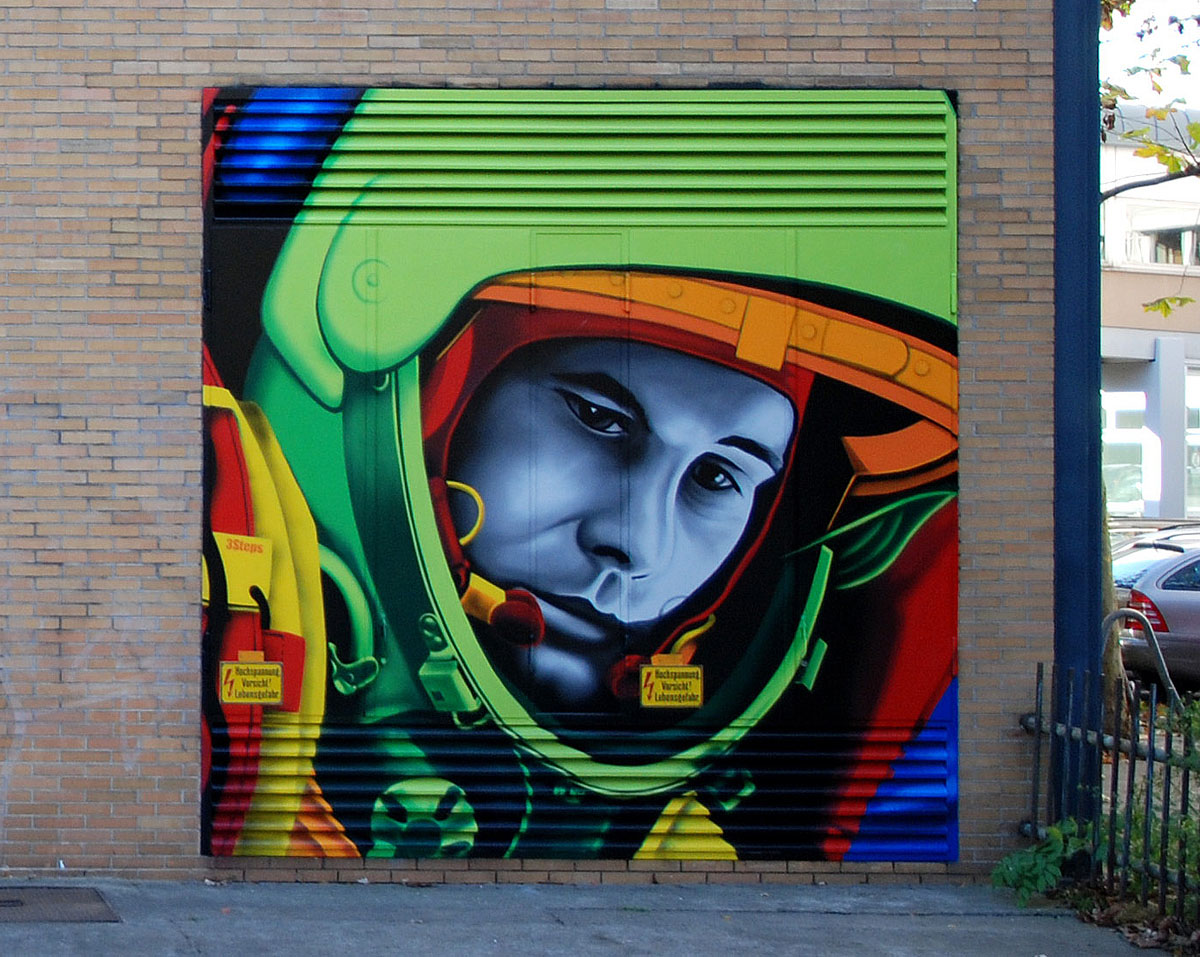
Juri Gagarin, Pop-Art-Portrait von 3Steps an der THM

Seit Anfang der 2000er Jahre stellt 3Steps in Portraits immer wieder historische Persönlichkeiten der Zeitgeschichte dar, wie Justus von Liebig an der Justus-Liebig-Universität Gießen oder Juri Gagarin an der Technischen Hochschule Mittelhessen. Hierzu gehören seit 2012 auch Gemälde auf Holz im Pop Art und Street Art Stil von Justus von Liebig, Johann Wolfgang von Goethe und Charlotte Buff sowie die Goethes Romanfigur Werther, Georg Büchner und Luise Büchner oder August Bebel.

### Trabant S601 zum Tag der Deutschen Einheit

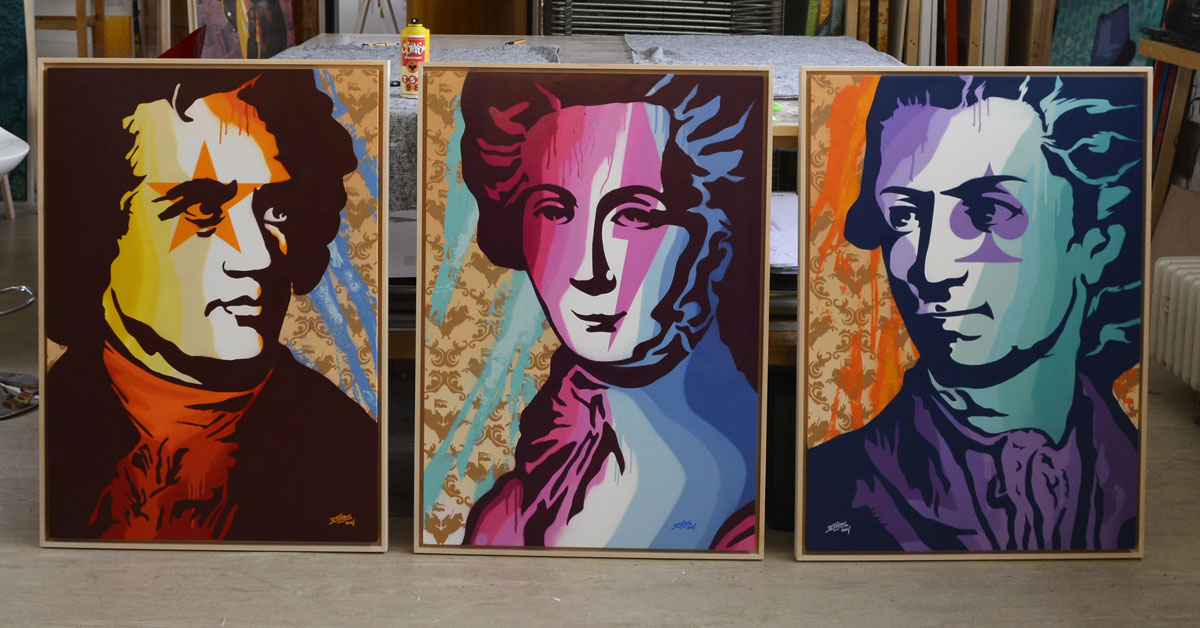
Goethe, Lotte und Werther Portraits von 3Steps, Museum Wetzlar, 2014

Zum Tag der Deutschen Einheit 2012 schufen 3Steps eine Trabant-S601-Installation in kräftigen Farben. In der Installation wurden Geschichten und Erlebnisse von Bürgern zum Mauerfall und der ersten Reise von Ost nach West nach der Öffnung der Grenze verarbeitet.

### River Tales
3Steps ist Initiator und Kurator des internationalen Kulturfestivals River Tales | Flussgeschichten.

### Das Werk Spyglass als viraler Hit
Die Street-Art-Arbeit Spyglass des 3Steps-Kollektivs wurde unter anderem durch einen Social-Media-Post des Werkes durch den Star-DJ David Guetta zu einem viralen Hit im Internet. Innerhalb kürzester Zeit wurde das Werk von über 200.000 Menschen auf dem sozialen Netzwerk Instagram gelikt – mit steigender Tendenz von 2015 bis heute.

## Auszeichnungen, Förderungen und Sammlungen

### Auszeichnungen
- 2014: Kultur- und Kreativpilot Deutschland, Bundesregierung Deutschland, Initiative Kultur- und Kreativwirtschaft der Bundesregierung, Berlin
- 2015: Winner Start Up Weekend Space, STELLART art for space project, Bremen
- 2016: Fellow, Botschafter der Kultur- und Kreativwirtschaft des Bundes, Kompetenzzentrum Kultur- und Kreativwirtschaft des Bundes, Berlin
- 2017: Ab in die Mitte! | Landessieger 2017, RIVER TALES street art festival concept, Hessisches Ministerium für Umwelt und Klimaschutz, Wiesbaden

### Förderungen und Stipendien
- 2011–2012: Kulturfond Gießen-Wetzlar, Kulturamt Stadt Gießen und Kulturamt Stadt Wetzlar
- 2015: Kultur- und Künstlerförderung des Landes Hessen, Hessisches Ministerium für Wissenschaft und Kunst
- 2016: Katalogförderung, Hessisches Ministerium für Wissenschaft und Kunst, Stadt Gießen und Stadt Wetzlar

### Öffentliche Sammlungen
Werke von 3Steps sind Bestandteil folgender Sammlungen:
- Museum für Kommunikation Frankfurt, Frankfurt am Main, Hessen
- Industrie- und Stadtmuseum, Wetzlar, Hessen

## Ausstellungen

### Einzelausstellungen (Auswahl)
- 2006: Frames and Details, Fraunhofer-Institut, Darmstadt
- 2006: Stripes and Circles, Urban Art Space, Gießen
- 2008: Sugar on Concrete, Urban Art Space, Gießen
- 2012: Ein Stück Wetzlar, enwag charity auction Hessentag 2012, Wetzlar
- 2013: East vs. West Coast, Milvus Gallery, Gießen,
- 2014: Ahead! a studio show, 3Steps Showroom & Gallery, Gießen
- 2015: Welcome to Milvus County, Kunst in Licher Scheunen, Art Festival, Lich
- 2016: Heard on the Street, Galerie HAAS & GSCHWANDTNER, Salzburg[29]
- 2016: Fields of Memories, Wetzlarer Kunstverein, Wetzlar
- 2017: art KARLSRUHE, One Artist Solo Show mit 2CforArt Gallery, Messe Karlsruhe
- 2017: All good things come to an end, Galerie HAAS & GSCHWANDTNER Salzburg[30]

### Gruppenausstellungen (Auswahl)
- 2006: Zeitgenössische Kunst, INI-GraphicsNet Stiftung, Darmstadt
- 2007: 100 Künstler, Ludwig Forum für Internationale Kunst, Aachen
- 2008: Piece Out – The Art of the Letter!, Graffiti Comix, Belleville/New Jersey
- 2008: White Gallery, Cyworld, Leipzig
- 2009: Meeting of Styles, Cultural Center Neapoli, Saloniki
- 2010: 100 Künstler, Museum Zinkhütter Hof, Stolberg Aachen
- 2010: Style needs no color, Bloom Art.Fair 21, Köln; Stroke 2 Art Fair, München; Pretty Portal, Düsseldorf
- 2012: River Tales, 3Steps Showroom & Gallery, Gießen
- 2012: Fluss mit Flair 2012, Kunstfestival der Stadt Gießen
- 2013: Einer von uns. August Bebel und Wetzlar, Stadt- und Industriemuseum Wetzlar
- 2013: East vs. West Coast Galerie S., Aachen
- 2014: Luise Büchner – Leben, Werk, Wirkung, KiZ, Gießen
- 2014: Stadtbotanik, Galerie am Bahndamm, Gießen
- 2014: Goethes Werther auf der Bühne, Stadt- und Industriemuseum, Wetzlar
- 2015: AprilApril, Galerie Artikel5, Aachen
- 2015: Expressions, Galerie Hegemann, München
- 2015: Druckfrisch #3, Galerie am Bahndamm, Gießen
- 2015: 3Steps Booth, Stroke Ltd. Art Fair, München
- 2016: 3Steps Booth, COME 2016, Messe, Coburg
- 2016: Eröffnung, Kunstforum, Laubach

### Street Art und Mural Art Festivals (Auswahl)
- 2001: Wall Street Meeting, Schlachthof Wiesbaden
- 2002: Splash Festival, Chemnitz
- 2004: International Meeting of Styles, Schlachthof Wiesbaden
- 2005–2012: International Meeting of Styles, Theodor-Heuss-Brücke Mainz-Kastel
- 2006: The Big Jam, Wetzlar
- 2006: Optical Confusion – Meeting of Mural Art, Wetzlar
- 2007: Brighton Hip Hop Festival – Freedom, Brighton
- 2007: International Meeting of Styles, Zürich
- 2007: International Meeting of Styles, Antwerpen
- 2007: Vlissingen Hotel Jam, Vlissingen
- 2007: International Meeting of Styles – Big Dreamers, New York City
- 2008: Urban Code, Venedig
- 2009: Int. Meeting of Styles – Beyond Materialism, Saloniki
- 2009: Can!t graffiti festival 2009, Antwerpen
- 2009: International Meeting of Styles – State of mind, London
- 2011: IBUg 2011 – Urban Culture Festival, Meerane
- 2011: Can!t graffiti festival 2011, Antwerpen
- 2011: Colors of the Wall, Cityleaks Urban Art Festival 2011, Köln
- 2012: River Tales | Event of Urban Art, Gießen-Wetzlar
- 2012: Urban Device, Grosseto
- 2012: Can!t graffiti festival, Antwerpen
- 2014: River Tales | Event of Urban Art, Gießen